# Eulenbach (Swist)
Der Eulenbach ist in Kombination mit dem Gräbbach ein 12,3 km langer, orographisch linker Nebenfluss der Swist in Nordrhein-Westfalen, Deutschland. Der Bach fließt vollständig im Rhein-Sieg-Kreis innerhalb von Rheinbach und Swisttal.

## Geographie

### Verlauf
Der Bach entspringt als Gräbbach am östlichen Ortsrand von Todenfeld in der Voreifel auf einer Höhe von 357 m ü. NHN. Von hier aus fließt er in überwiegend nördlichen Richtungen ab. Kurz unterhalb des Parkplatzes an der Waldkapelle teilt sich der Bach in einen östlichen Arm (Eulenbach) und einen westlichen Arm (Gräbbach). Die Himmeroder Zisterziensermönche hatten wohl im 13. Jahrhundert die Grabung des Abzweigs veranlasst, um mit diesem Wasser Mühlen anzutreiben. Die beiden Bacharme fließen nach Durchquerung des Rheinbacher Stadtgebietes im nordöstlichen Abschnitt der Umgehungsstraße (Bundesstraße 266) wieder zusammen. Ab hier trägt der Bach den Namen Eulenbach. Zuvor nimmt der westliche Arm (Gräbbach) noch im Bereich des Stadtparks am südlichen Ortsrand von Rheinbach linksseitig den ebenfalls in nördliche Richtungen fließenden Stiefelsbach auf. Nach Unterquerung der Bundesstraße 266 und der Bundesautobahn 61 fließt der Bach weiter in nördliche Richtungen und passiert Ramershoven. Wenige hundert Meter vor seiner eigenen Mündung nimmt der Eulenbach noch den Hochbach auf. Anschließend mündet der Bach am südlichen Ortsrand von Morenhoven auf 146 m ü. NHN linksseitig in die Swist.
Früher verlief der Eulenbach vor der Mündung noch etwa einen Kilometer weiter parallel westlich zur Swist und mündete erst kurz vor dem Wallbach. Der ursprüngliche Verlauf lässt sich am weitenteils noch vorhandenen Bachbett nachvollziehen. Im Rahmen der Umsetzung der EU-Wasserrahmenrichtlinie sollen zahlreiche Maßnahmen mit dem Ziel einer naturnäheren Gestaltung und natürlichen Entwicklung ergriffen werden, vor allem im Verlauf nördlich von Rheinbach.
Südlich von Rheinbach, oberhalb und unterhalb der Waldkapelle, speist der Bach eine Reihe von Teichen wie die Alten Weiher und die Pilgerpfadsweiher, die für die Naherholung eine große Bedeutung haben. Letztere sind seit längerem aber in keinem guten Zustand. Ursache dafür sind neben maroden Stau-Bauwerken vor allem die Dürreperioden der letzten Jahre mit entsprechendem Wassermangel, Verschlammung und Verlandung. Eine Sanierung gestaltet sich aber als schwierig, da neben den Sanierungskosten der besondere Schutzstatus des Rheinbacher Stadtwaldes als Natura 2000-Gebiet nach der europäischen Richtlinie Fauna-Flora-Habitat (FFH) zu berücksichtigen ist.
Bei einem Höhenunterschied von 211 m beträgt das mittlere Sohlgefälle 17,2 ‰.

### Einzugsgebiet
Der Eulenbach hat ein 23,059 km² großes Einzugsgebiet, dass über Swist, Erft und Rhein zur Nordsee entwässert wird.